# Chicago
Chicago (pronunciación en inglés: /ʃɪ'kagoʊ̯/) es la ciudad de mayor población del estado de Illinois, Estados Unidos, y la tercera del país, después de Nueva York y Los Ángeles.Ubicada a lo largo de la costa suroeste del lago Míchigan, es la sede del condado de Cook y el núcleo principal del área metropolitana de Chicago, una conurbación integrada por los condados periféricos y que cuenta con una población de 9.5 millones de habitantes. Es sede de la Universidad de Chicago y la Universidad de Illinois Chicago.

## Toponimia
El nombre de «Chicago» se deriva de una traducción francesa de la palabra nativa americana shikaakwa, traducida como ‘cebolla olorosa’ o ‘ajo silvestre’, de la lengua miami-illinois. La primera mención conocida al sitio de la actual ciudad de Chicago como «Checagou», fue en un libro de memorias escrito por Robert de La Salle en torno a 1679.

## Historia

### Fundación
Según los relatos de los exploradores españoles, los indígenas de Illinois (Potawatomis) fueron los primeros en reclamar un territorio que llamaron «Chicaugou», y que significa poderoso, fuerte o grande, y que fue utilizado por muchos caciques de tribu para significar que eran «grandes» jefes.
Los franceses Louis Jolliet y Jacques Marquette fueron comisionados por el Gobierno francés en 1673 para explorar el territorio destinado a convertirse en Chicago. El padre Marquette regresó a la zona solo un año después para establecer una misión india.
El primer colonizador europeo de Chicago, Jean Baptiste Point DuSable, llegó a la zona hacia 1780. Se casó con una indígena potawatomi llamada Kittihawa y tuvo dos hijos, Jean y Susanne. En 1779 partió de Peoria y exploró el norte hasta una zona llamada Eschikagou, (Chicago) por los indígenas. DuSable, reconociendo su potencial, decidió radicarse en Chicago y construyó la primera vivienda permanente a las orillas del río. Abrió un puesto comercial que se convirtió en el principal punto de suministro para comerciantes y tramperos que iban hacia el oeste. El puesto de Du Sable prosperó mucho y él se hizo bastante rico. En 1796 nació una nieta, convirtiéndose en la primera occidental nacida en la región.
En 1795, el área fue «cedida» por los nativos a EE. UU. por el Tratado de Greenville para su uso.
Aunque Chicago sufrió una serie de problemas, incluyendo la masacre de Fort Dearborn por una tribu de nativos hostiles y la Guerra de 1812 entre Estados Unidos y Gran Bretaña, logró mantener sus posesiones territoriales y expandir sus límites. El 12 de agosto de 1833 fue fundada oficialmente la ciudad de Chicago, cuando poseía una población inferior a doscientos habitantes.

### Desarrollo
Con el desarrollo del ferrocarril y el canal de Illinois y Míchigan (en 1848 se construyen los canales Illinois y Míchigan, interconectando los Grandes Lagos con el río Misisipi), Chicago se hizo el líder en las industrias ganadera, de virutas de madera, de leña y de trigo. Se corrió la voz de que la ciudad estaba llena de oportunidades, y para mediados de la década de 1850, llegaban hasta cien mil inmigrantes anuales a la ciudad, buscando tierra y trabajo.
En 1860, Chicago acogió la Convención Nacional Republicana que nombró a Abraham Lincoln como candidato presidencial. Un año después, durante su mandato, comenzó la Guerra Civil. El Chicago de la posguerra fue imparable. Creció la población, se duplicaron los envíos de cereal y los comerciantes prosperaron.
El 10 de octubre de 1871, el Gran Incendio de Chicago destruyó la mayor parte de la zona central de la ciudad. Comenzó en el distrito maderero de la zona oeste de la ciudad. El fuego destruyó casi 6.5 km de la ciudad, se llevó al menos doscientas cincuenta vidas y dejó a cien mil residentes sin hogar. Se destruyeron más de 17 000 edificios y las propiedades dañadas se estimaron en doscientos millones de dólares de la época. El reportero Michael Ahern, del Chicago Tribune, afirmó que la vaca de Mrs. O'Leary golpeó una lámpara de queroseno que inició el incendio. Más de veinte años después, en 1893, este reportero confesó haberse inventado la historia; pero aún hoy esa invención subsiste en el imaginario colectivo y muchos creen que esa fue la causa del incendio. En realidad, la causa es aún desconocida.
Después del incendio, surgió una Chicago más grande. Arquitectos de fama internacional vinieron a la ciudad para su reconstrucción. En pocos años, Chicago resurgió y fue elegida para acoger la Exposición Mundial Colombina de 1893 para dos millones y medio de visitantes.
La revuelta de Haymarket fue un hecho histórico que tuvo lugar en Haymarket Square el 4 de mayo de 1886. Culminó una serie de protestas que desde el 1 de mayo se habían producido en apoyo a los obreros en huelga, para reivindicar la jornada laboral de ocho horas. Durante una manifestación pacífica, una persona desconocida lanzó una bomba a la policía que intentaba disolver el acto de forma violenta. Esto desembocó en un juicio, años después calificado de ilegítimo y deliberadamente malintencionado, hacia ocho trabajadores anarquistas y anarcocomunistas. Cinco fueron condenados a muerte (uno se suicidó antes de ser ejecutado) y tres fueron recluidos. El movimiento obrero los denominó Mártires de Chicago.

### Chicago en los siglosXXyXXI

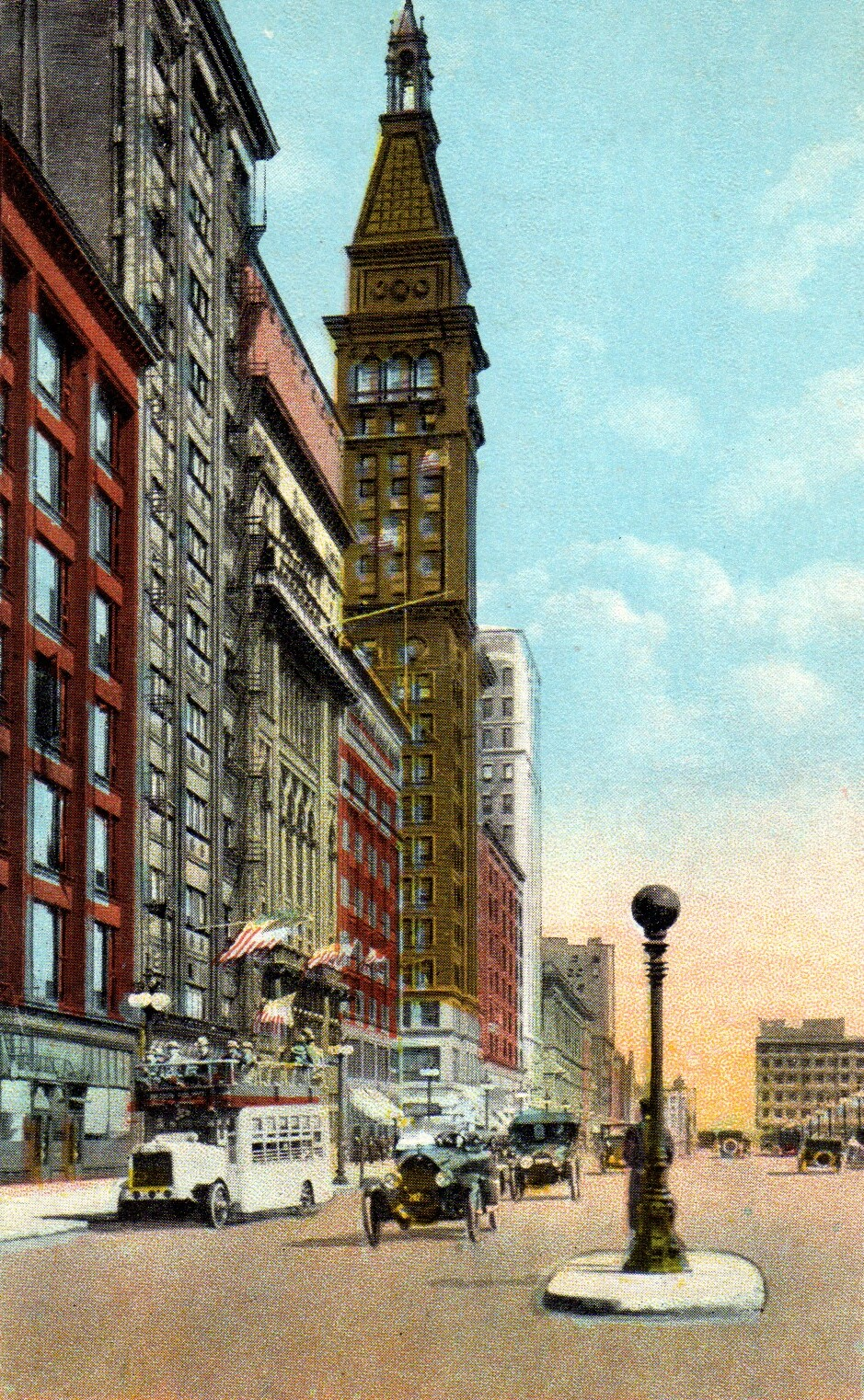
Michigan Boulevard. Principios de

La aprobación de la Decimoctava Enmienda a la Constitución de los Estados Unidos ilegalizó la producción y venta de bebidas alcohólicas. Dio lugar al período de la ley seca, entre 1919 y 1933, durante el cual prosperaron los gángsters en la ciudad. Destacan Al Capone, Dion O'Banion, Bugs Moran y Tony Accardo. En 1929, Chicago fue el escenario de la matanza de San Valentín, cuando Al Capone envió a sus hombres a asesinar a miembros de la banda rival de Bugs Moran.
Con el fin de celebrar el centenario de la ciudad, en 1933 y 1934 se organizó una Feria mundial conocida como «Un siglo de progreso», culminando unos esfuerzos iniciados en enero de 1928. La exposición se ideó como un testimonio de los logros científicos e industriales del siglo transcurrido desde la fundación de la ciudad. El recinto de la feria, de ciento doce hectáreas, se ubicó a la orilla del lago Míchigan, al sur de Navy Pier (Muelle de la Armada), y contaba con dos lagunas artificiales.
La feria se inauguró el 27 de mayo de 1933, con el encendido de las luces mediante los rayos de la estrella Arturo. Los rayos se captaron con células fotoeléctricas en distintos observatorios astronómicos y luego se transformaron en energía eléctrica que se transmitió a Chicago. La feria fue un éxito sin precedentes y se prolongó hasta 1934, tiempo durante el que recibió más de cuarenta y ocho millones de visitantes.
Como muchas otras ciudades de los Estados Unidos, Chicago está confrontada a la quiebra de su sistema de jubilaciones.
El área de Chicago fue una de las ciudades más duramente afectadas por la Ola de frío en América del Norte, haciendo bajar las temperaturas hasta -30 °C con sensación térmica que llegó hasta los -46 °C.

## Ley y gobierno
Chicago es la sede del condado de Cook. El gobierno de la Ciudad de Chicago se divide en una rama ejecutiva y otra legislativa.
El Ayuntamiento es la rama legislativa y está formada por cincuenta concejales, uno elegido de cada barrio de la ciudad. El alcalde designa a los comisionados y otros funcionarios que supervisan los distintos departamentos. Además del alcalde, otros dos funcionarios de toda la ciudad de Chicago elegidos son el secretario y el tesorero. El consejo promulga las ordenanzas locales y aprueba el presupuesto de la ciudad. Las prioridades del Gobierno y las actividades se establecen en una ordenanza de presupuesto adoptado por lo general cada mes de noviembre. El consejo toma acción oficial a través de la aprobación de ordenanzas y resoluciones.
Tanto las causas civiles como las penales se dirimen o bien en el Tribunal de Circuito del Condado de Cook del Estado de Illinois para el sistema judicial, o bien en el Distrito Norte de Illinois, en el sistema federal. En el primer caso, el Ministerio Público es el procurador del Estado de Illinois; en el segundo, el fiscal de los Estados Unidos. El alcalde de Chicago es el jefe del Ejecutivo, elegido por elecciones generales por un período de cuatro años, sin límite de plazo.
Durante gran parte de la última mitad del siglo XIX, la política de Chicago fue dominada por una organización del Partido Demócrata en crecimiento. Durante los años 1880 y 1890, Chicago tuvo una poderosa tradición radical con gran organización anarquista, socialista y sindicalista. Durante gran parte del siglo XX, Chicago ha sido uno de los bastiones demócratas en los Estados Unidos. Incluso antes de eso, no era inusitado que un candidato presidencial republicano ganase cómodamente en el sur de Illinois, solo para perder todo el estado debido a los grandes márgenes cosechados por los demócratas en Chicago. Los ciudadanos de Chicago no han elegido un alcalde republicano desde 1927, cuando William Thompson fue elegido para el cargo. La fuerza del partido en la ciudad es en parte una consecuencia de la política del estado de Illinois, donde los republicanos han llegado a representar los intereses rurales y agrícolas, mientras que los demócratas apoyan las cuestiones urbanas, como la financiación de escuelas públicas de Chicago. Chicago contiene menos del 25 % de la población del estado, pero ocho de los diecinueve representantes de Estados Unidos tienen parte de Chicago en sus distritos.

### Corrupción política
A partir de la década de 1870, se instauró un sistema de corrupción y de clientelismo electoral que nunca llegó a desaparecer. A partir de 1873, el empresario Michael Cassius McDonald hizo que la policía hiciera la vista gorda ante los locales de juego y los burdeles. A cambio, los políticos se aseguraban los votos de los clientes, que tenían derecho a comidas gratuitas y puestos de trabajo en el ayuntamiento. Por último, los delincuentes y las prostitutas se benefician de un sistema de asistencia jurídica y pago de fianzas. Hasta su muerte en 1907, Michael Cassius McDonald ejerció así una considerable influencia política en Chicago. Durante la época de la prohibición, el alcalde William Hale Thompson fue considerado uno de los alcaldes menos éticos de la historia de Estados Unidos, principalmente por su amiguismo y su abierta alianza con los gánsteres de la ciudad, incluido Al Capone.
En los años sesenta, todavía había 35 000 puestos de trabajo de patronato, distribuidos por el gobierno de la ciudad a cambio de lealtad política, comprando unos doscientos mil votos. Sin embargo, en 1969 el Tribunal Supremo acabó por prohibir el despido de empleados por no apoyar a un candidato predefinido, y el número de puestos de trabajo «politizados» disminuyó considerablemente.
Las impugnaciones del impuesto sobre bienes inmuebles por parte de los contratistas también son muy comunes. Se pagan sobornos a los políticos a través de sus bufetes de abogados. Desde mediados de los años setenta, mil ochocientas personas han sido condenadas por corrupción en el área de Chicago. Se calcula que la corrupción le cuesta a la ciudad casi quinientos millones de dólares anuales. Desde la década de 1970, cuatro gobernadores del estado de Illinois han sido condenados por soborno, siendo el último el demócrata Rod Blagojevich, que fue condenado a catorce años de prisión por intentar vender al mejor postor el escaño del Senado que dejó vacante Barack Obama tras su elección como presidente.

## Barrios de Chicago

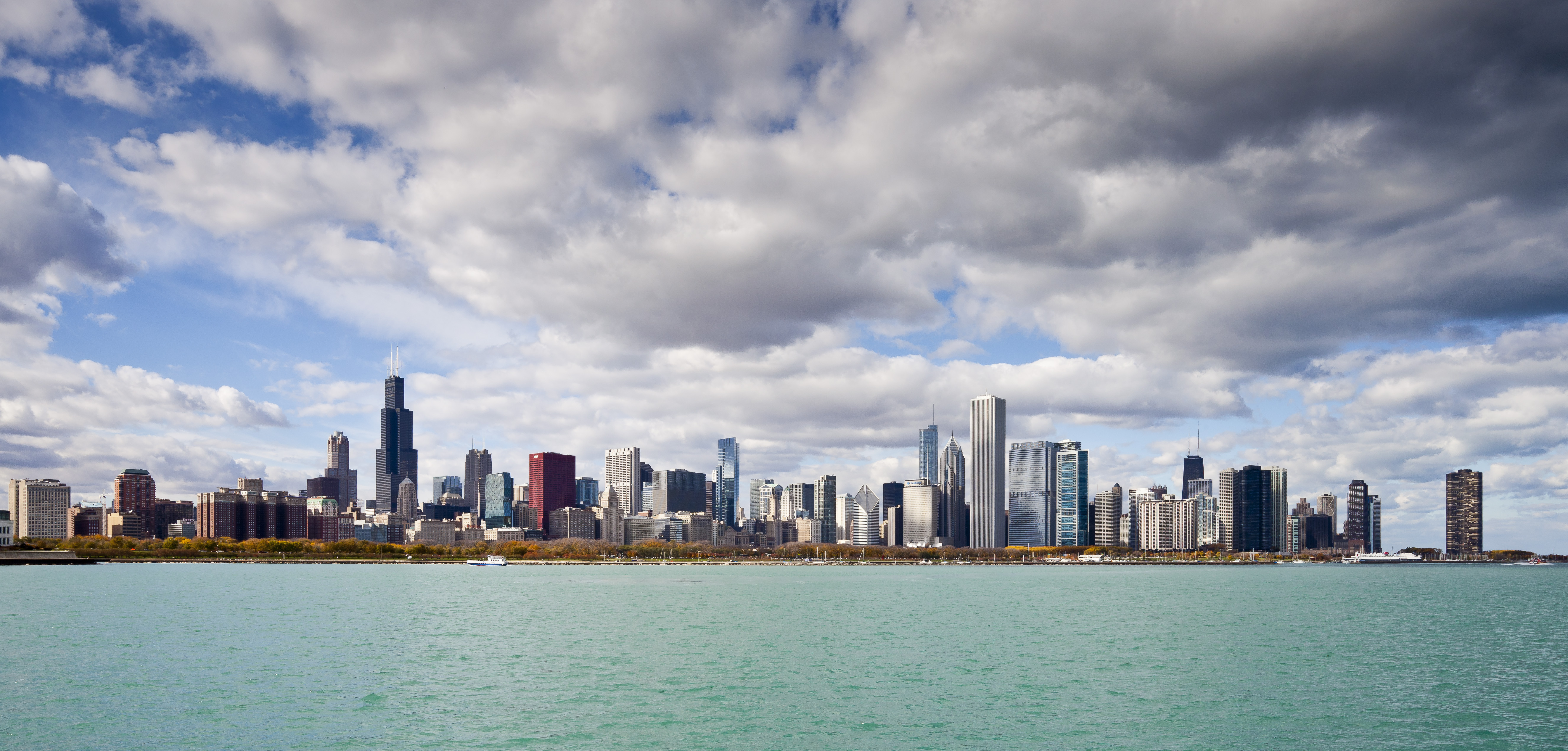
Horizonte de la ciudad en 2012

La ciudad de Chicago está dividida en setenta y siete barrios o áreas comunitarias. La designación área comunitaria es más útil como una curiosidad histórica, ya que se consideran más duraderas que los nombres de los barrios, ya que estos pueden cambiar con el tiempo debido a la renovación urbana, la elitización y a la constante absorción de la población inmigrante.

## Rascacielos de Chicago

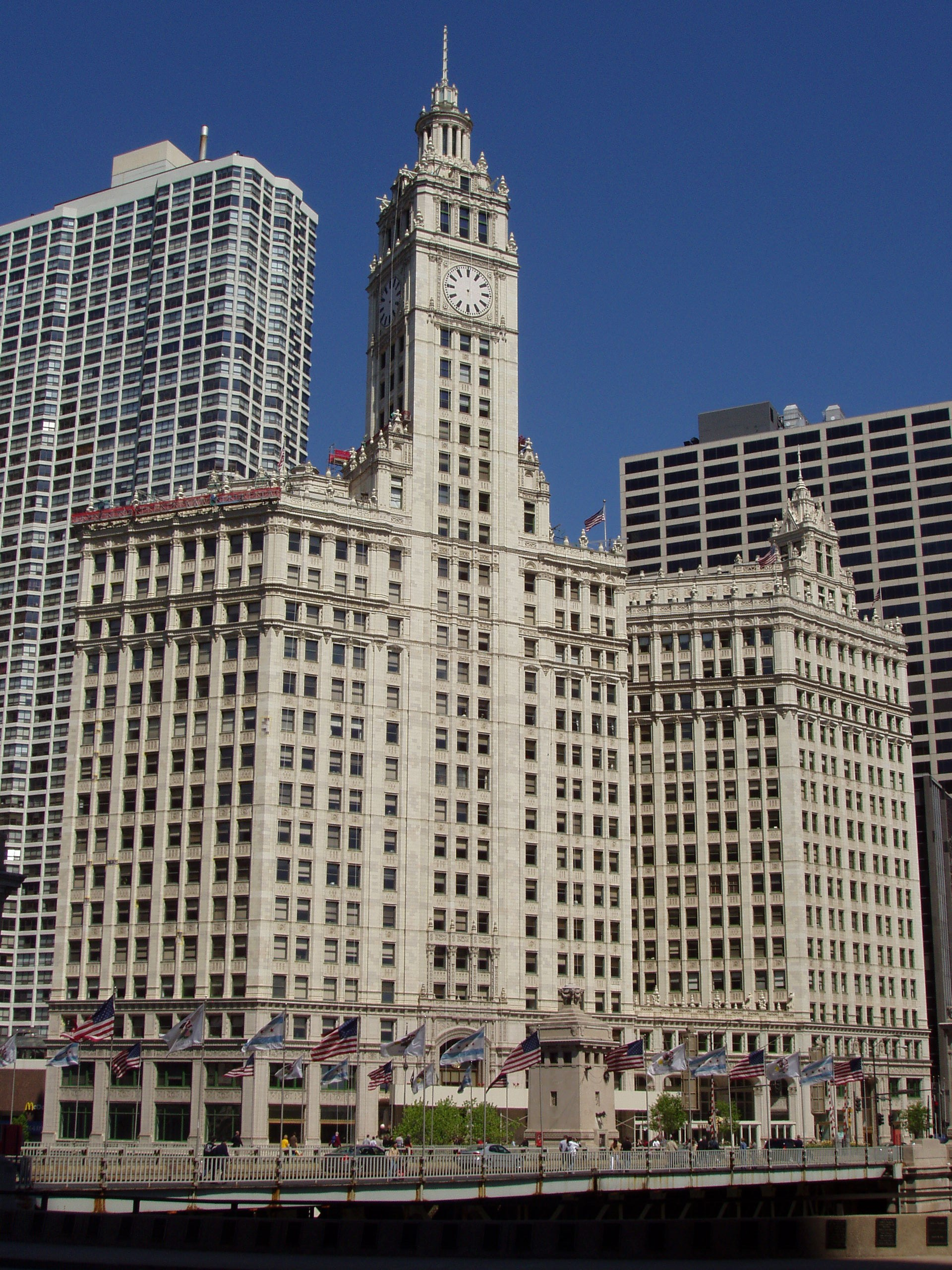
Wrigley Building, edificio más alto de Chicago de 1922 a 1924

Se considera esta ciudad como el origen de los rascacielos ya que en esta se obraron importantes construcciones y avances en los campos de la construcción, arquitectura e ingeniería de rascacielos así como el primer rascacielos de la historia, el Home Insurance Building diseñado por William Le Baron Jenney. Actualmente el edificio más alto es el Willis Tower (antes llamado Sears Tower), pero en los años 1920 lo fue el Wrigley Building, cuya torre fue diseñada a partir de la Giralda de Sevilla. Existen más de mil cien edificios altos, algunos de ellos son hoy en día importantes centros de atracción para la ciudad.

## Geografía
Chicago se encuentra ubicada en las coordenadas 41°50′15″N 87°40′55″O / 41.83750, -87.68194. Según la Oficina del Censo de los Estados Unidos, Chicago tiene una superficie total de 606.35 km², de la cual 589.57 km² corresponden a tierra firme y 16.78 km² (2.77 %) es agua.

### Clima
El clima en Chicago se define como clima continental y por consiguiente es muy variado, ya que en verano se pueden registrar temperaturas máximas entre 25 y 35 °C, y mínimas desde 10 hasta 15 °C. En invierno las temperaturas máximas abarcan desde los 15 hasta los 0 °C y las mínimas desde los −25 hasta los −10 °C. El lago solo atempera el clima levemente. Las precipitaciones máximas se concentran en los meses de primavera y verano, siendo agosto el mes más húmedo en general; aunque las precipitaciones están repartidas a lo largo de todo el año. Las nevadas o ventiscas son frecuentes durante finales del otoño, y el invierno y pueden ser muy intensas, al encontrarse en pleno subcontinente norteamericano, y cerca de las tierras de Canadá.
Debido a lo llano de la zona, se ha de guardar el agua de lluvia en cisternas que funcionan como depósitos subterráneos de forma temporal, en un sistema conocido como TARP (Tunnel and Reservoir Program) que cuenta con 168 km de túneles, a una profundidad de entre noventa y cien metros, con un diámetro de entre tres y once metros, con capacidad para un millón de m³ cada uno.
| Parámetros climáticos promedio de Chicago (Midway Airport), normales 1991–2020, extremos 1928–presente | Parámetros climáticos promedio de Chicago (Midway Airport), normales 1991–2020, extremos 1928–presente | Parámetros climáticos promedio de Chicago (Midway Airport), normales 1991–2020, extremos 1928–presente | Parámetros climáticos promedio de Chicago (Midway Airport), normales 1991–2020, extremos 1928–presente | Parámetros climáticos promedio de Chicago (Midway Airport), normales 1991–2020, extremos 1928–presente | Parámetros climáticos promedio de Chicago (Midway Airport), normales 1991–2020, extremos 1928–presente | Parámetros climáticos promedio de Chicago (Midway Airport), normales 1991–2020, extremos 1928–presente | Parámetros climáticos promedio de Chicago (Midway Airport), normales 1991–2020, extremos 1928–presente | Parámetros climáticos promedio de Chicago (Midway Airport), normales 1991–2020, extremos 1928–presente | Parámetros climáticos promedio de Chicago (Midway Airport), normales 1991–2020, extremos 1928–presente | Parámetros climáticos promedio de Chicago (Midway Airport), normales 1991–2020, extremos 1928–presente | Parámetros climáticos promedio de Chicago (Midway Airport), normales 1991–2020, extremos 1928–presente | Parámetros climáticos promedio de Chicago (Midway Airport), normales 1991–2020, extremos 1928–presente | Parámetros climáticos promedio de Chicago (Midway Airport), normales 1991–2020, extremos 1928–presente |
| Mes | Ene.                                                                                                   | Feb.                                                                                                   | Mar.                                                                                                   | Abr.                                                                                                   | May.                                                                                                   | Jun.                                                                                                   | Jul.                                                                                                   | Ago.                                                                                                   | Sep.                                                                                                   | Oct.                                                                                                   | Nov.                                                                                                   | Dic.                                                                                                   | Anual                                                                                                  |
| --- | --- | --- | --- | --- | --- | --- | --- | --- | --- | --- | --- | --- | --- |
| Temp. máx. abs. (°C)                                                                                   | 19.4                                                                                                   | 23.9                                                                                                   | 30 | 33.3                                                                                                   | 38.9                                                                                                   | 41.7                                                                                                   | 42.8                                                                                                   | 40 | 38.9                                                                                                   | 34.4                                                                                                   | 27.2                                                                                                   | 22.2                                                                                                   | 42.8                                                                                                   |
| Temp. máx. media (°C)                                                                                  | 0.4 | 2.7 | 8.8 | 15.6                                                                                                   | 21.9                                                                                                   | 27.3                                                                                                   | 29.6                                                                                                   | 28.4                                                                                                   | 24.7                                                                                                   | 17.6                                                                                                   | 9.8 | 3.2 | 15.8                                                                                                   |
| Temp. media (°C)                                                                                       | -3.2                                                                                                   | -1.2                                                                                                   | 4.4 | 10.5                                                                                                   | 16.6                                                                                                   | 22.2                                                                                                   | 24.8                                                                                                   | 23.9                                                                                                   | 19.9                                                                                                   | 12.9                                                                                                   | 5.8 | -0.3                                                                                                   | 11.3                                                                                                   |
| Temp. mín. media (°C)                                                                                  | -6.9                                                                                                   | -5.1                                                                                                   | 0 | 5.4 | 11.3                                                                                                   | 17.1                                                                                                   | 20.1                                                                                                   | 19.4                                                                                                   | 15.1                                                                                                   | 8.2 | 1.8 | -3.7                                                                                                   | 6.9 |
| Temp. mín. abs. (°C)                                                                                   | -31.7                                                                                                  | -28.9                                                                                                  | -21.7                                                                                                  | -12.2                                                                                                  | -2.2                                                                                                   | 1.7 | 7.8 | 6.1 | -1.7                                                                                                   | -6.7                                                                                                   | -19.4                                                                                                  | -28.9                                                                                                  | -31.7                                                                                                  |
| Precipitación total (mm)                                                                               | 58.4                                                                                                   | 53.8                                                                                                   | 67.6                                                                                                   | 105.4                                                                                                  | 120.7                                                                                                  | 115.1                                                                                                  | 102.1                                                                                                  | 104.1                                                                                                  | 84.6                                                                                                   | 98 | 69.3                                                                                                   | 59.2                                                                                                   | 1038.4                                                                                                 |
| Nevadas (cm)                                                                                           | 31.8                                                                                                   | 25.7                                                                                                   | 14.5                                                                                                   | 2.5 | 0 | 0 | 0 | 0 | 0 | 0.3 | 3.8 | 20.1                                                                                                   | 98.6                                                                                                   |
| Días de precipitaciones (≥ 0.2 mm)                                                                     | 11.5                                                                                                   | 9.4 | 11.1                                                                                                   | 12.0                                                                                                   | 12.4                                                                                                   | 11.1                                                                                                   | 10.0                                                                                                   | 9.3 | 8.4 | 10.8                                                                                                   | 10.2                                                                                                   | 10.8                                                                                                   | 127.0                                                                                                  |
| Días de nevadas (≥ 0.2 cm)                                                                             | 8.9 | 6.4 | 3.9 | 0.9 | 0.0 | 0.0 | 0.0 | 0.0 | 0.0 | 0.2 | 1.6 | 6.3 | 28.2                                                                                                   |
| Fuente: NOAA, WRCC                                                                                     | | | | | | | | | | | | | |

## Demografía
Según el censo de 2020, había 2 746 388 personas residiendo en Chicago. La densidad de población era de 4667,55 hab./km². De los 2 746 388 habitantes, Chicago estaba compuesto por el 54.99 % blancos, el 32.93 % eran afroamericanos, el 13.37 % eran de otras razas. Del total de la población el 18.89 % eran hispanos o latinoamericanos.
Chicago es la segunda ciudad del mundo con mayor número de habitantes de origen polaco, solo superada por Varsovia.[cita requerida]
| Gráfica de evolución demográfica de Chicago entre 1800 y actualidad |
|                                                                     |
| Fuente USA Census                                                   |

### Delincuencia
El índice de criminalidad en Chicago es mucho más alto que el promedio nacional. En 2017 se reportaron 118 805 delitos. Un 1.55 % menos que el año anterior, pero más alto que Nueva York y Los Ángeles juntos. Generalmente la ciudad es conocida por su desigualdad social y su alta tasa de homicidios.

## Transporte

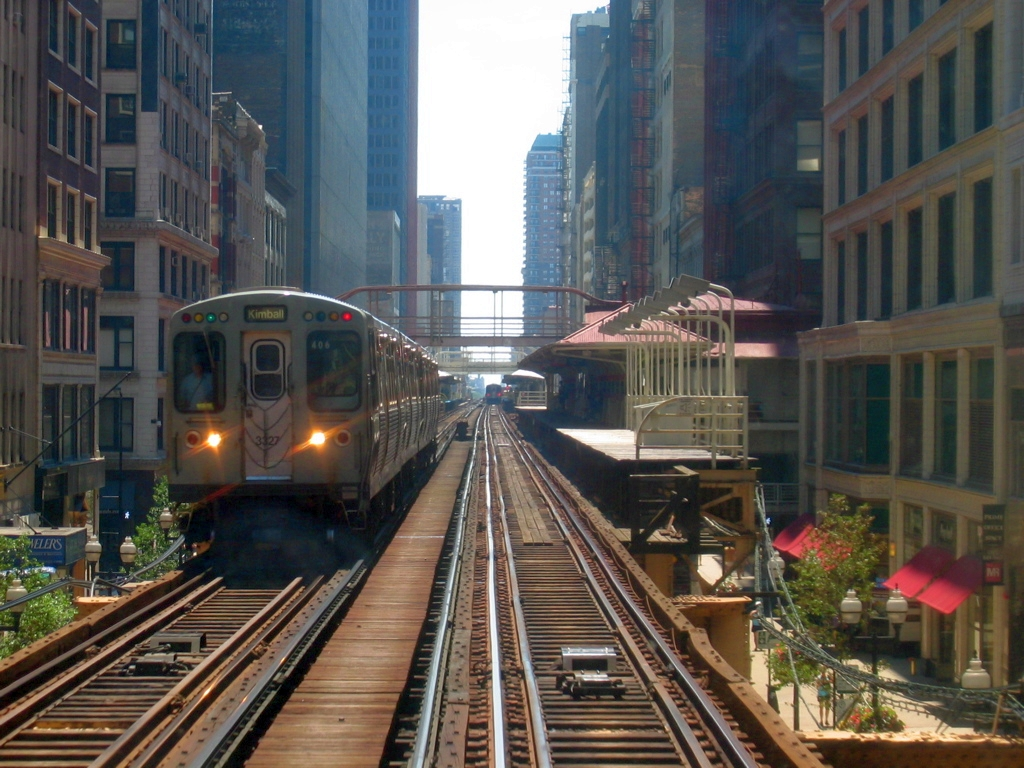
Metro de Chicago

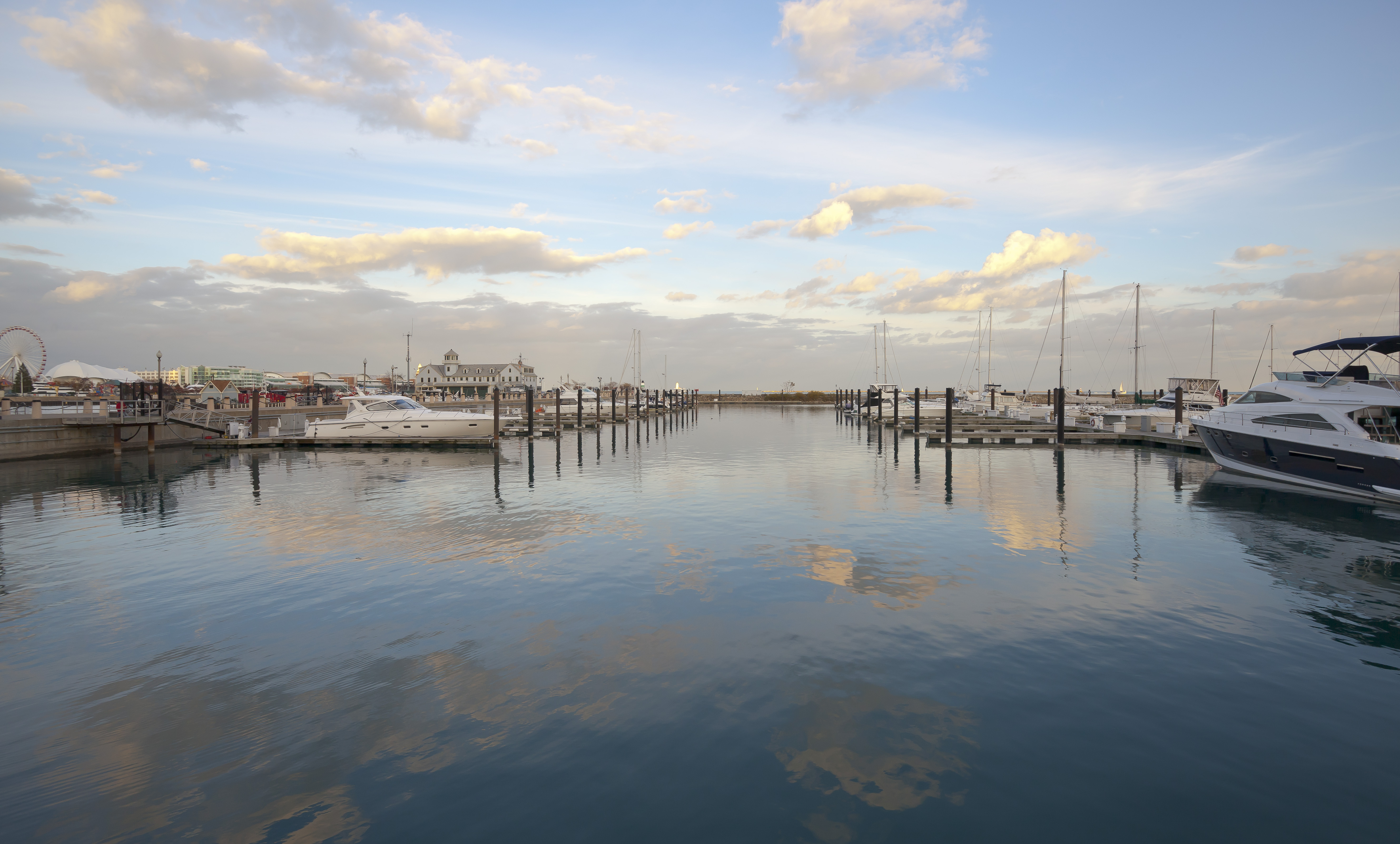
Muelle Monroe frente al centro de la ciudad

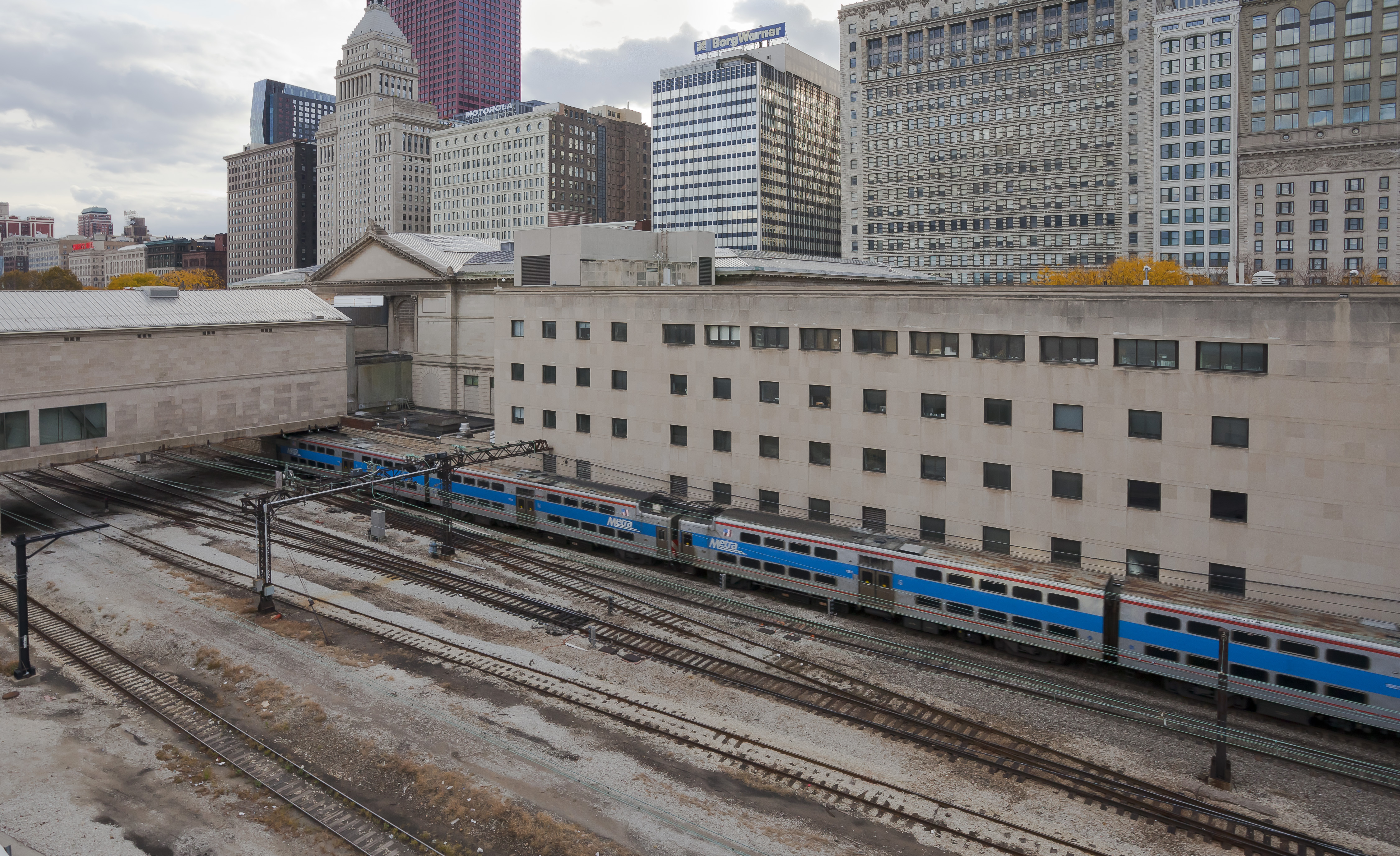
Ferrocarril de larga distancia en el centro de Chicago

Chicago Transit Authority (CTA por sus siglas en inglés) es la operadora del segundo sistema de transporte público más grande de los Estados Unidos (tras el Metropolitan Transportation Authority de Nueva York) y cubre la ciudad de Chicago y cuarenta zonas residenciales periféricas. La CTA opera autobuses y el Chicago «EL», un sistema de transporte rápido de trenes que prestan servicio en el área metropolitana las veinticuatro horas del día.
Chicago ha sido reconocida a lo largo de los años como una ciudad pro bicicleta, y con más de 160 km de ciclovías, Chicago es el paraíso de los ciclistas. El programa para bicicletas del Departamento de Transporte de Chicago, ha instalado recientemente diez mil portabicicletas y 266 km de nuevas rutas para bicicletas. Las bicicletas son permitidas en todos los autobuses, excepto en las horas punta de la mañana y la tarde en los días laborables.
En el siglo XX, Chicago obtuvo la denominación de núcleo del transporte de la nación tras la construcción de tres aeropuertos: Aeropuerto Internacional O'Hare, Aeropuerto Internacional Midway y Meigs Field.
En el siglo XXI, Chicago trabaja para mantener su estado de núcleo del transporte con la ampliación del Aeropuerto Internacional O'Hare. Adicionalmente, un nuevo aeropuerto ha sido propuesto para Peotone, Illinois, y la ciudad está trabajando para ampliar sus lazos con el Aeropuerto Internacional Gary/Chicago en Gary, Indiana.

## Cultura

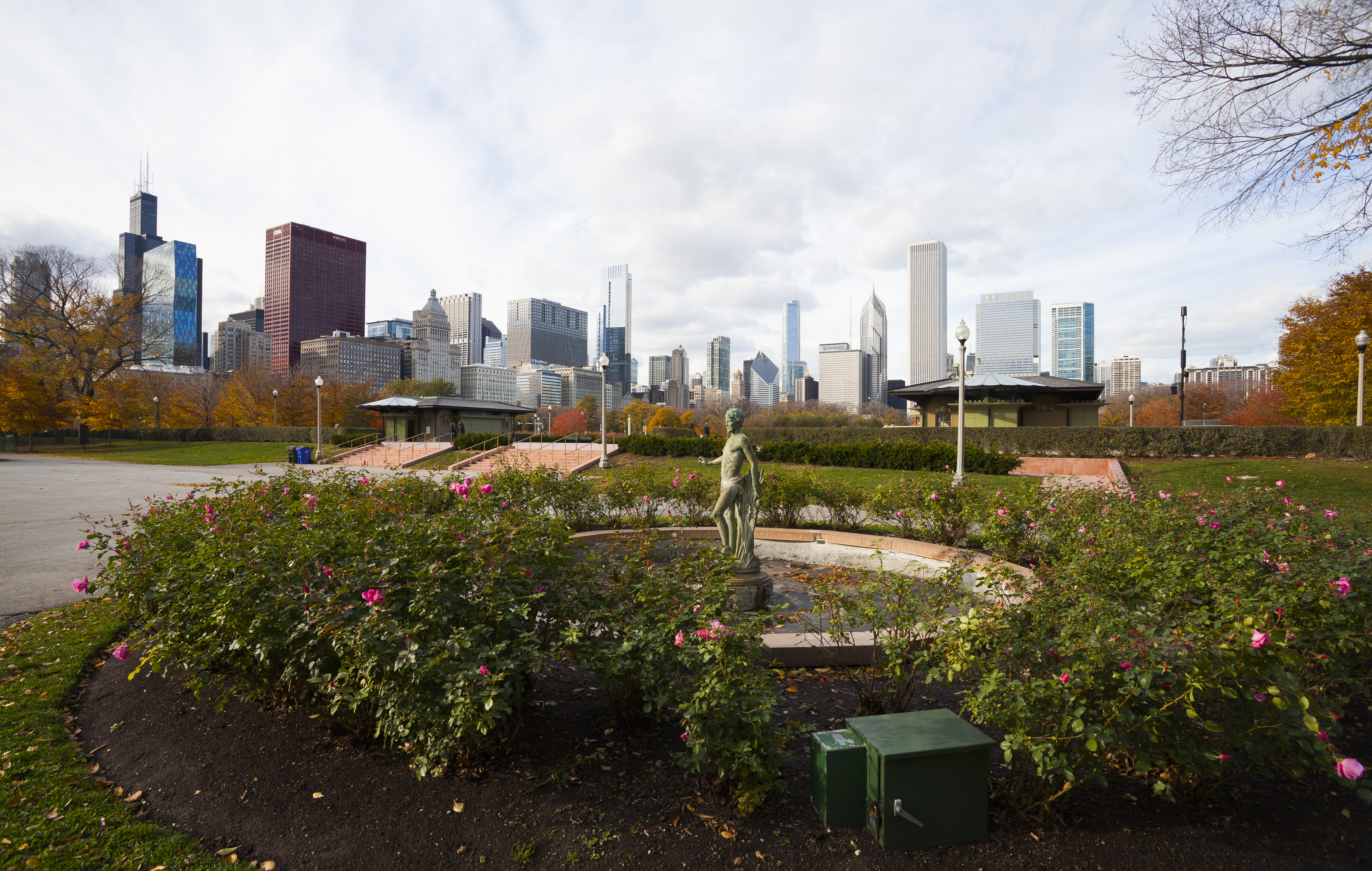
Vista diurna del centro

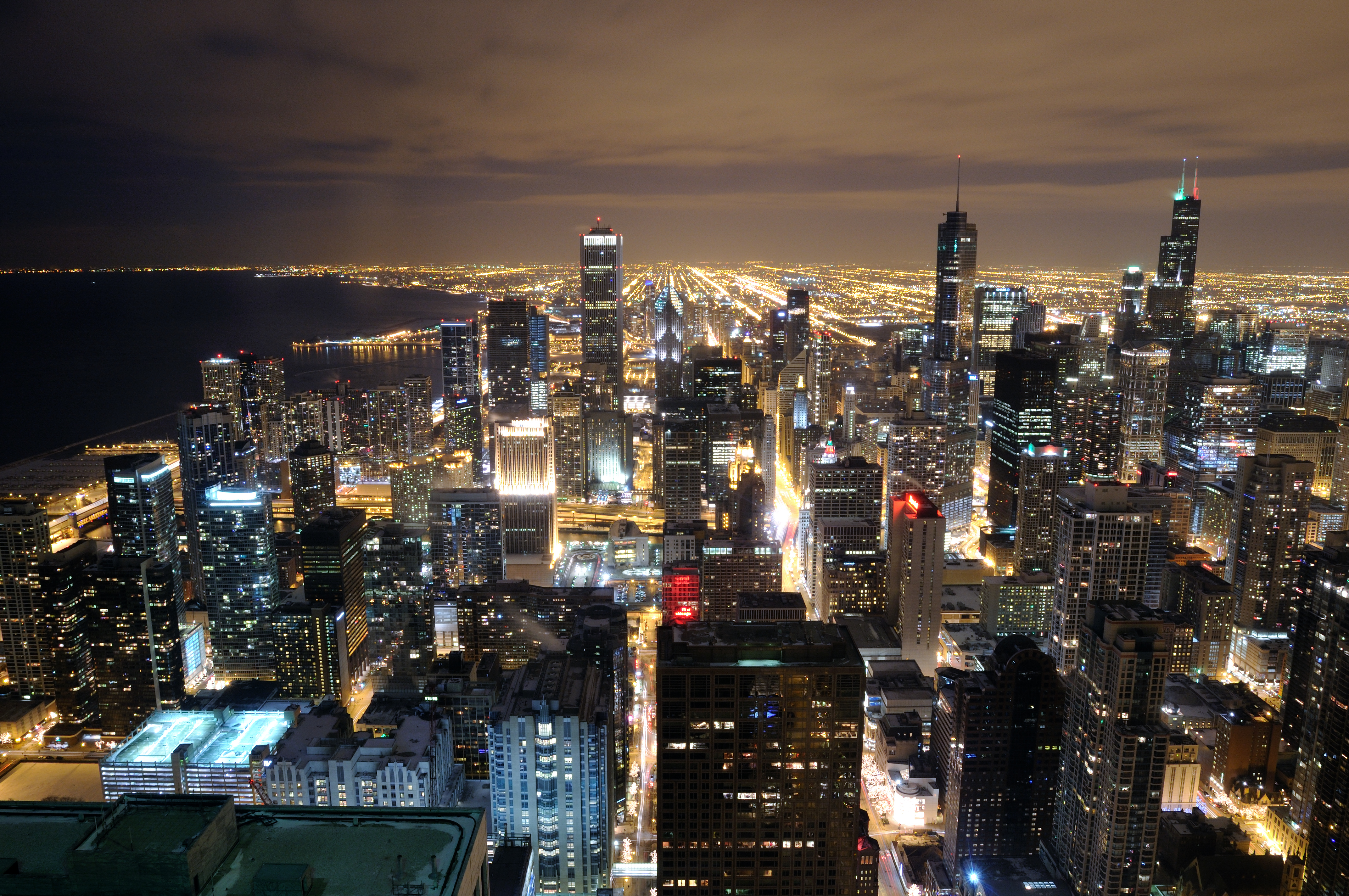
Vista nocturna del centro

### Museos y galerías de arte

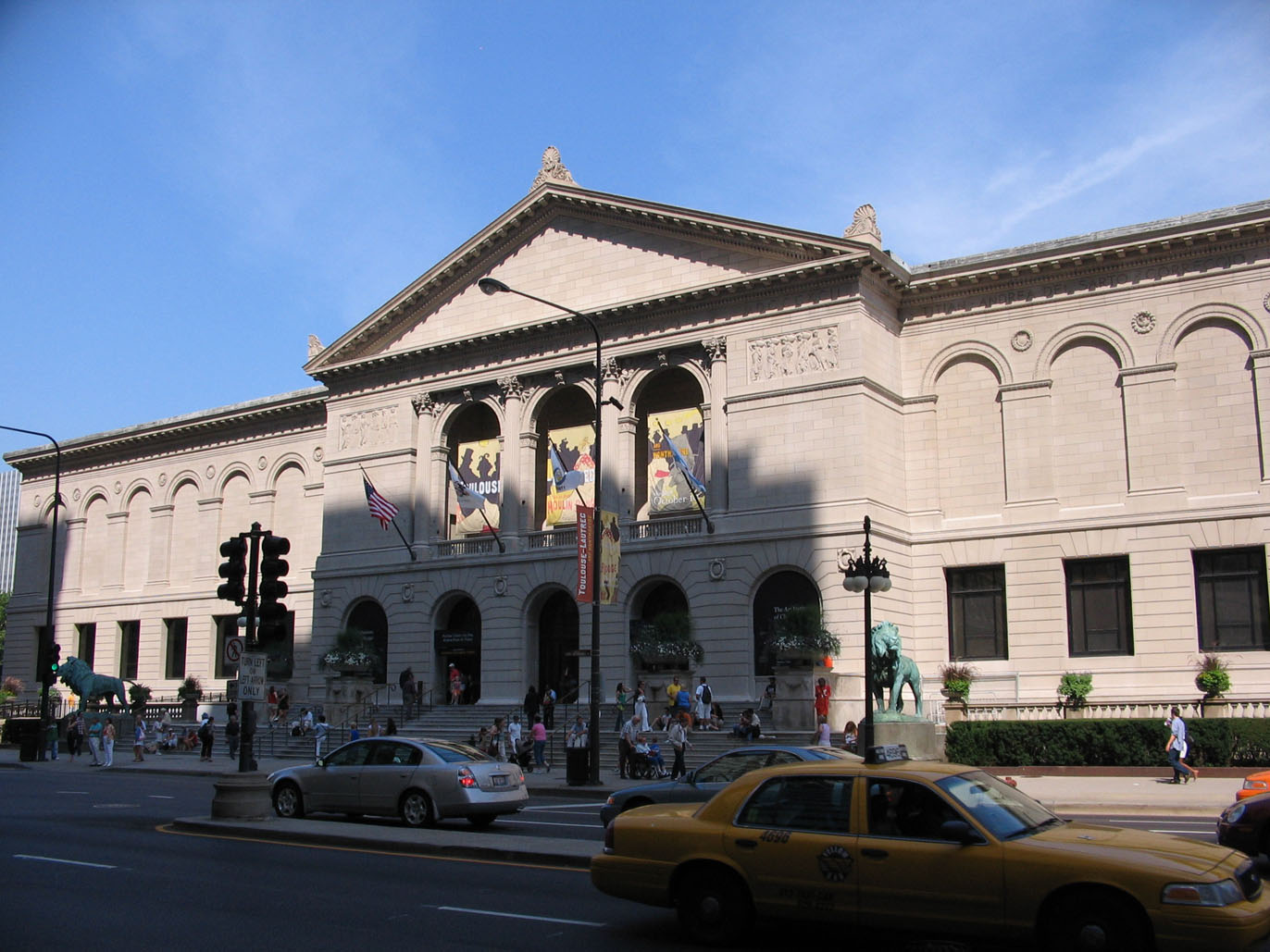
El Instituto de Arte de Chicago

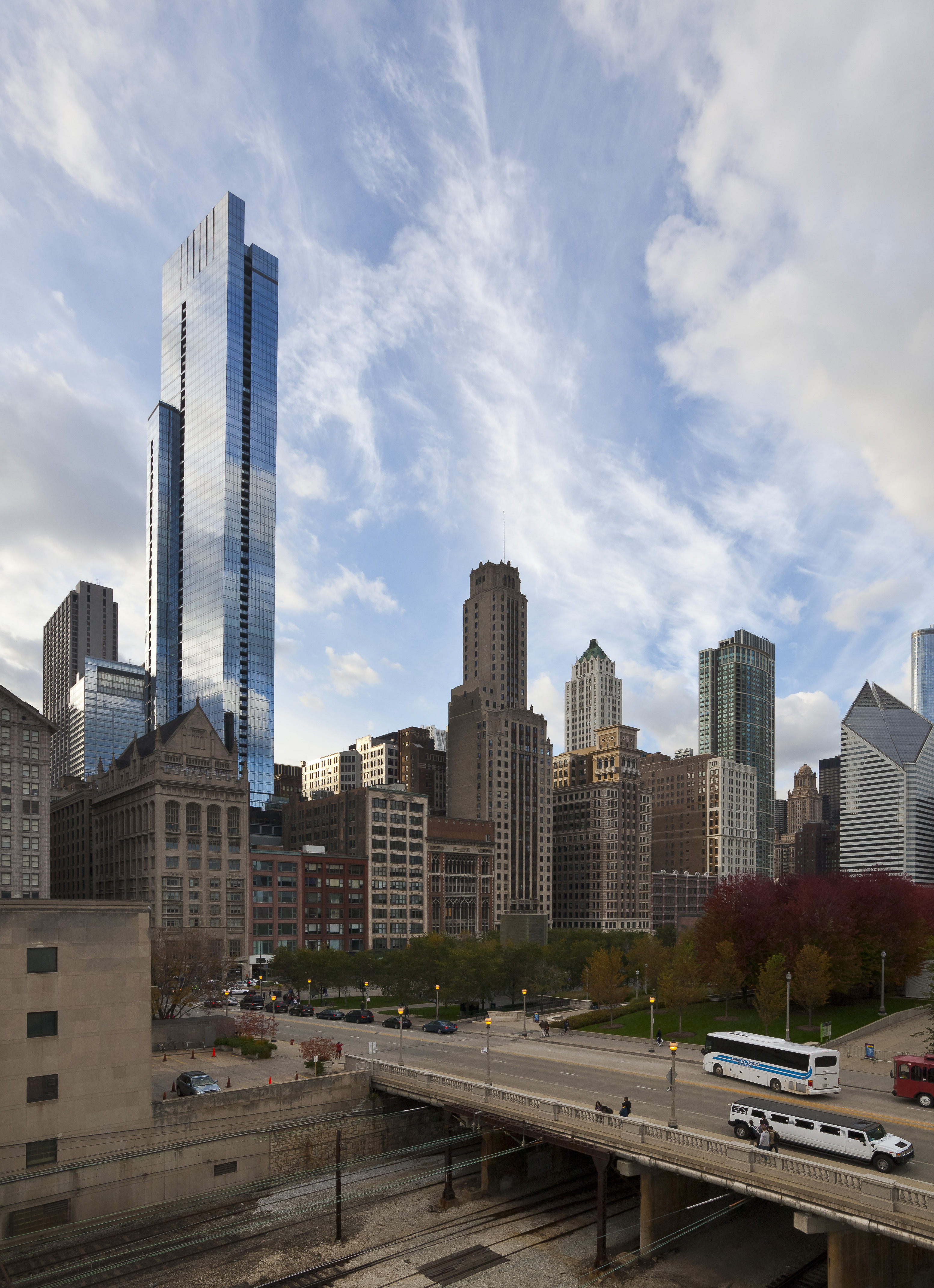
Calle E Monroe St.

En 1998, la ciudad de Chicago inauguró oficialmente el Museum Campus Chicago, un parque de 10 acres frente al lago y que reúne a los tres principales museos de la ciudad: el Field Museum of Natural History, el Shedd Aquarium y el Planetario Adler. Museum Campus Chicago fue construido en la sección sur del Grant Park. Algunos de los museos y galerías de arte más importantes son:
- Art Institute of Chicago
- Chicago Cultural Center
- Field Museum of Natural History
- Museo de Arte Contemporáneo de Chicago
- Oriental Institute
- Shedd Aquarium
- Museo de Ciencia e Industria (Chicago)
- Planetario Adler
- Navy Pier

## Música

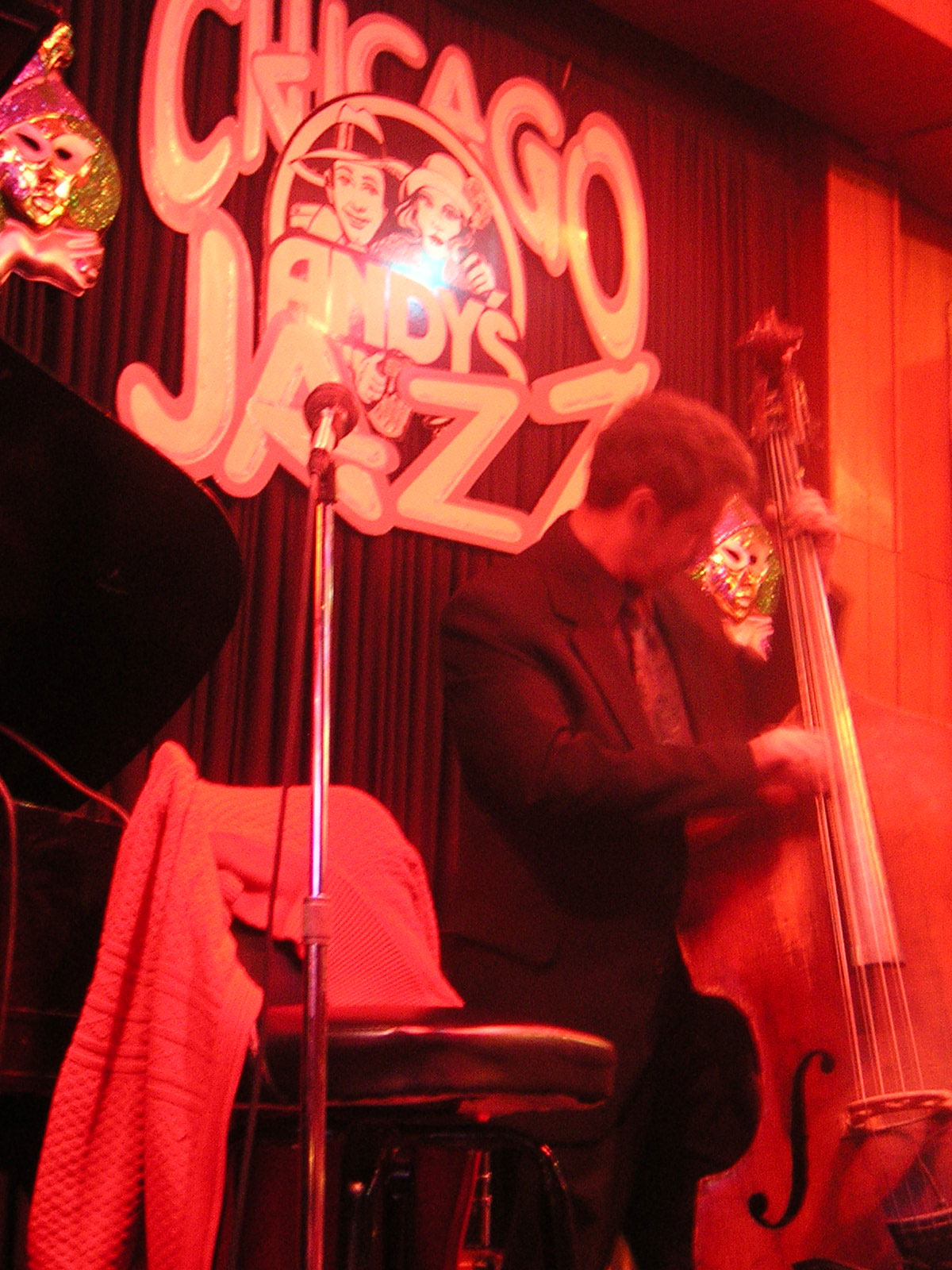
Un club de jazz de Chicago

Chicago ha hecho significativos aportes a la cultura popular. En el campo de la música, Chicago es conocida por los Chicago blues, Chicago soul, jazz y su música góspel. Es conocida además como la cuna del house, cuya historia está relacionada con el desarrollo y adopción de la música tecno-electrónica de Detroit. La escena hip-hop en Chicago, es muy influyente, de la cual sus mayores exponentes son artistas como Kanye West y Common.
Chicago además presenta la Orquesta Sinfónica de Chicago, rivales directos de su equivalente de Nueva York. La compañía de ópera de la ciudad es la Ópera Lírica de Chicago.
En 1967 nace la banda The Big Thing, siendo esta la primera en incorporar metales (tales como trompeta y trombón) dentro del género del rock.[cita requerida] En 1969 lanzan su primer álbum, ahora bajo el nombre de Chicago Transit Authority, el cual cambian simplemente a Chicago a finales del mismo año. Chicago en su amplia trayectoria (poco más de treinta y cinco años) ha cosechado innumerables éxitos como «Saturday in the park», «If you leave me now», «Hard to say I'm sorry», «You're the inspiration», entre otros.
La cantante de soul Minnie Riperton es proveniente de Chicago. Otra cantante ciudadana de Chicago es Anastacia, con estilo musical soul rock. También en clubes de la ciudad empezaron grupos como The Jackson Five que, aunque provenientes de la vecina Indiana, cosecharon sus primeros éxitos en la Ciudad del Viento. Entre los grupos más destacados de la escena alternativa de los años 1980 se encuentran Naked Raygun y Big Black que fueron de las primeras bandas en fusionar el sonido de teclados dando por consiguiente el germen del rock industrial. También es originario la banda Ministry tanto en su fase synthpop y tornándose a partir de su álbum Twitch un sonido más denso. Los sellos Touch and Go y Wax trax son de procedencia de la ciudad.
Uno de los grupos musicales más influyentes de mediados de los años 1990 en la música alternativa fue The Smashing Pumpkins, proveniente de Chicago, que junto OK Go, son los grupos que tocan rock-alternative.
Otra de las bandas que han puesto en alto el nombre de Chicago es Madina Lake, que han desarrollado un gran talento en todo aspecto musical y como seres humanos. Un ejemplo es Matthew Leone el bajista, que el 29 de junio de 2010 intentó salvar a una mujer mientras esta era atacada por su propio marido, y como consecuencia de esto, recibió fuertes golpes que estuvieron a punto de hacerle perder la vida. Gracias a ello, fue considerado el 'Héroe del Año' por la revista Kerrang!.
En Chicago nace además lo que hoy conocemos como música House, el nombre proviene del club The Warehouse, donde apareció, todas las variantes actuales del House vienen de la rama del House primitivo del Chicago House.
Disturbed es una banda de metal alternativo formada en 1996 en Chicago, Illinois, cuando Dan Donegan, Steve «Fuzz» Kmak y Mike Wengren se unieron al vocalista David Draiman. Draiman sugirió el nombre de la banda. Disturbed muestra fuertes influencias del heavy metal de los noventa incorporando solos y riffs de guitarra más técnicos.
También son de esta ciudad el grupo Rise Against, ya que en los noventa era muy fuerte el ambiente punk en esta zona de EE. UU.
Eddie Vedder, cantante de la banda Pearl Jam, es nativo de Evanston, suburbio situado al Norte de Chicago.
El rapero Kanye West es oriundo de Chicago, este ha demostrado múltiples veces su cariño por la ciudad, a la cual le dedicó la canción Homecoming.
Son numerosos los artistas que han encontrado en Chicago su fuente de inspiración, desde Ernest Hemingway, nacido en Oak Park, hasta Bob Fosse, quien nació y se crio en la ciudad, y autor del musical Chicago.

## Educación

### Educación primaria y secundaria

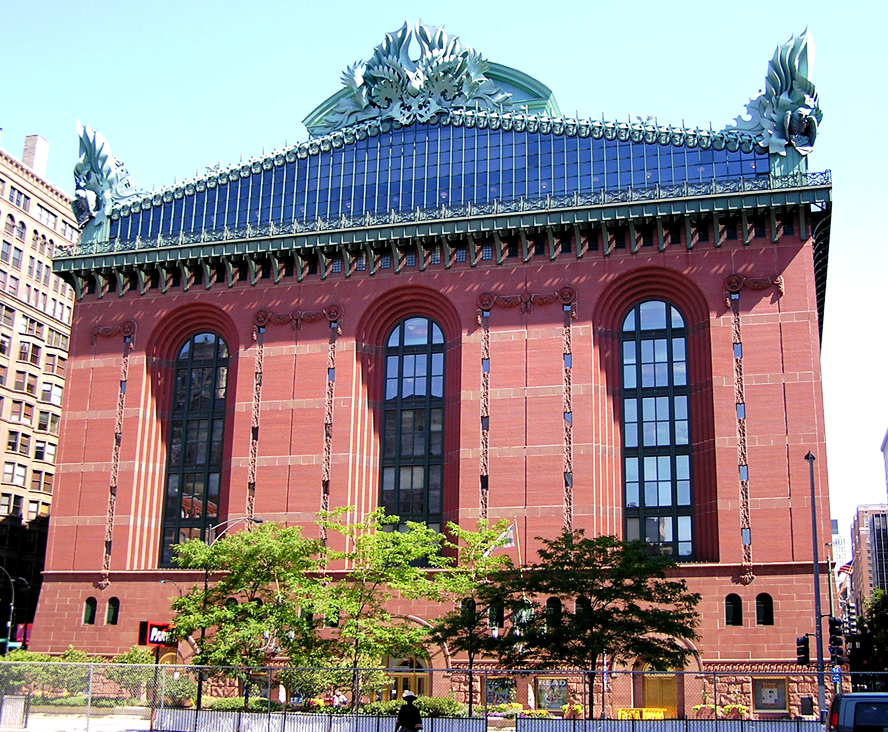
Harold Washington Library, la biblioteca central de la Biblioteca Pública de Chicago

Escuelas Públicas de Chicago (Chicago Public Schools, CPS) es la autoridad que controla alrededor de seiscientas escuelas públicas elementales y secundarias en Chicago. Actualmente es la tercera autoridad más grande de los Estados Unidos, con más de cuatrocientos mil estudiantes inscritos. Es dirigida por Arne Duncan. La CPS incluye además a cierto número de escuelas de admisión selectiva, algunas de las mejores del país. Whitney Young Magnet High School (ganadores consecutivos de United States Academic Decathlon), Walter Payton College Prep y Northside College Preparatory High School son algunas de sus escuelas destacadas.

### Educación superior
La ciudad de Chicago presume de tener dos de las universidades más prestigiosas de Estados Unidos. Por un lado, al sur de la ciudad se encuentra la Universidad de Chicago, cuna de ochenta y cinco premios Nobel y que tiene escuelas de prestigio mundial como la University of Chicago Booth School of Business y la Escuela de Economía de Chicago. Al norte (en la población de Evanston, suburbio de Chicago) se encuentra la Universidad de Northwestern, de donde es la prestigiosa escuela de negocios Kellogg School of Management.
Los Colegios Comunitarios de Chicago gestiona los colegios comuntarios.
Otras universidades de Chicago:
- Instituto de Tecnología de Illinois
- Universidad DePaul
- Universidad Loyola Chicago
- Universidad de Illinois Chicago

## Salud

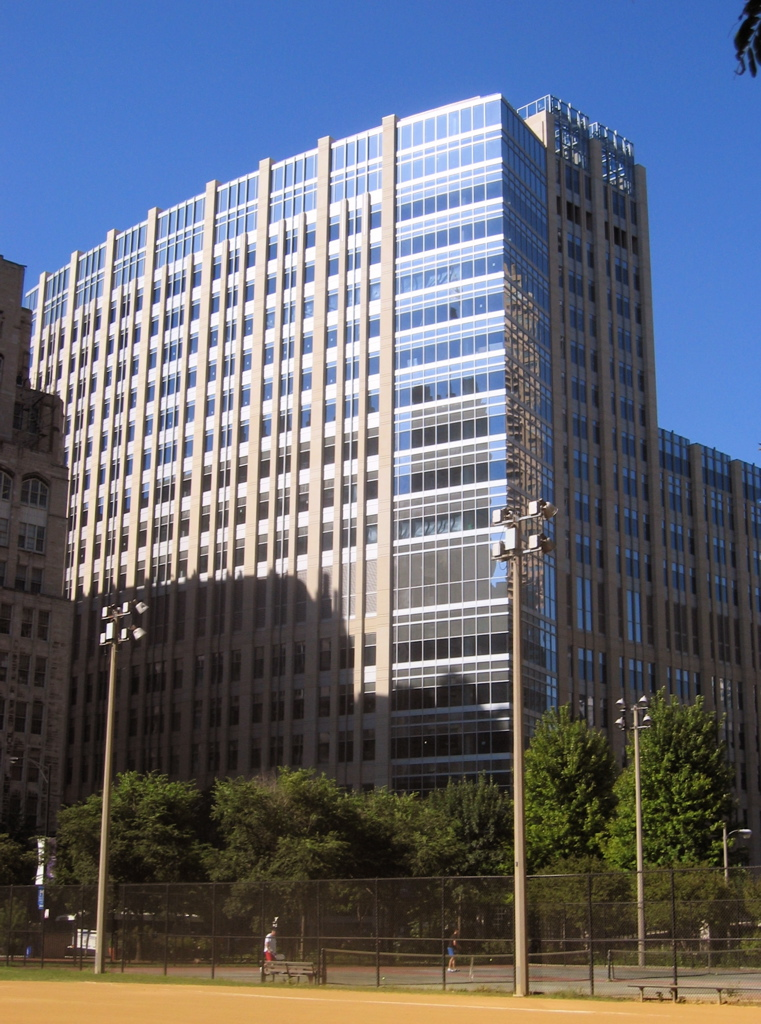
El Prentice Women's Hospital

El epicentro del sistema de salud es el Illinois Medical District, que incluye la Rush University Medical Center, el centro médico de la Universidad de Illinois, el Cook County Hospital, la Asociación Médica Estadounidense, la Asociación Estadounidense de Hospitales, la Asociación Dental Estadounidense y la Colegio Estadounidense de Cirujanos. La Universidad de Illinois posee una de las mayores escuelas de medicina de los Estados Unidos. Chicago es además, la sede de numerosas escuelas médicas de reconocimiento nacional, entre las que se cuentan la escuela de medicina de la University of Illinois, el Rush Medical College, el Chicago Medical School, la University of Chicago, la Loyola University Chicago y la Northwestern University. La Asociación Osteopática Estadounidense se encuentra en Chicago.

## Deporte

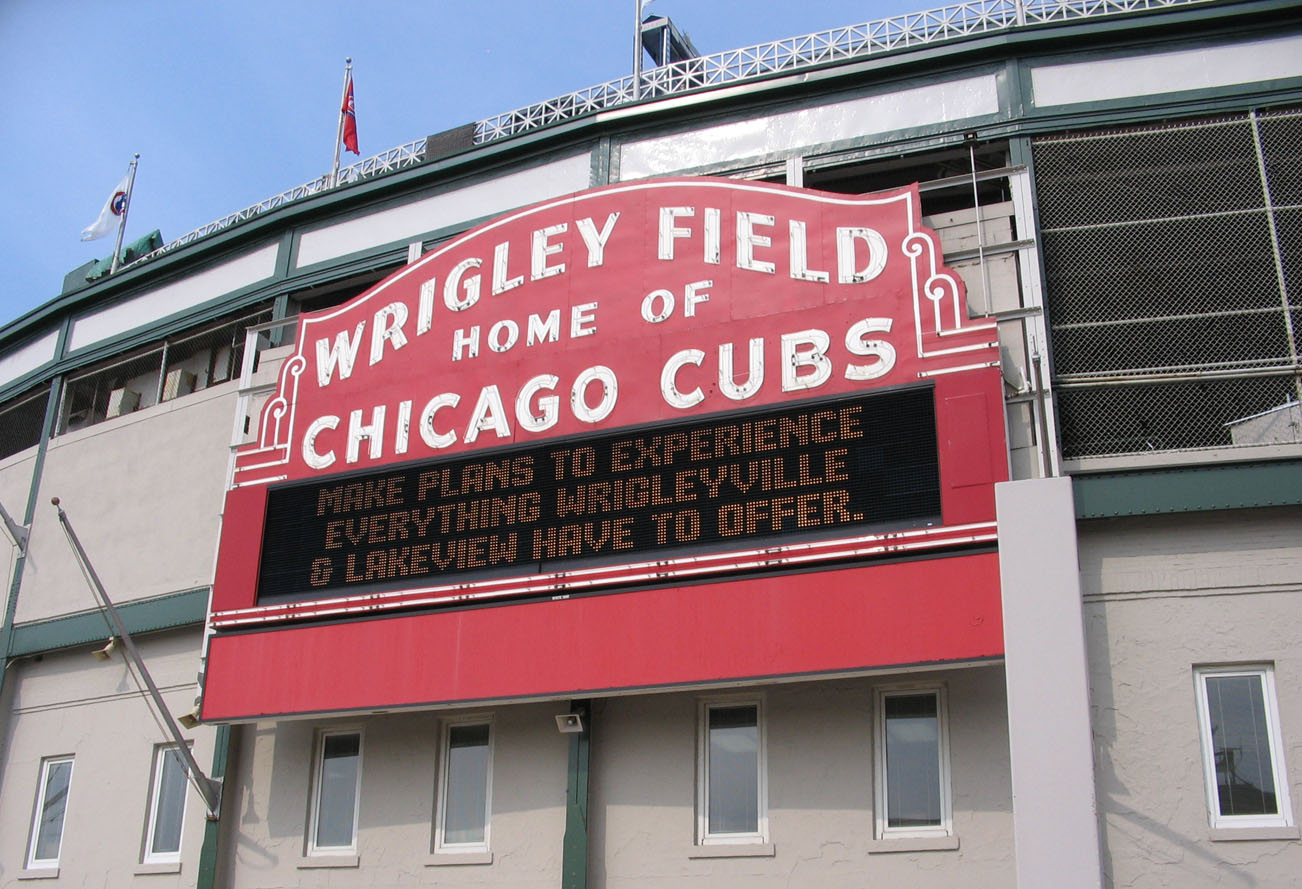
Wrigley Field

Chicago Bulls es uno de los equipos de baloncesto más conocidos del mundo. En él han jugado a lo largo de los años algunos de los íconos de este deporte, siendo quizá el más emblemático entre ellos Michael Jordan.
La ciudad cuenta con dos equipos de las Grandes Ligas de Béisbol. Los Chicago Cubs juegan en la Liga Nacional desde 1876 y los Chicago White Sox juegan en la Liga Americana desde 1901.
Los Chicago Bears de fútbol americano ganaron nueve veces el campeonato de la National Football League desde su debut en 1920. Los Chicago Blackhawks compiten en la National Hockey League desde 1926, donde han ganado seis veces la Copa Stanley. El Chicago Fire es el equipo de fútbol que juega en la Major League Soccer desde 1998.
Chicago fue ciudad candidata a la organización de los Juegos Olímpicos de 2016. Fue eliminada de la candidatura en la primera ronda de votaciones del día 2 de octubre de 2009.
El luchador de la WWE CM Punk es originario de esta ciudad.
| Equipo             | Deporte            | Liga                                      | Estadio               |
| ------------------ | ------------------ | ----------------------------------------- | --------------------- |
| Chicago Bears      | Fútbol Americano   | National Football League                  | Soldier Field         |
| Chicago Blackhawks | Hockey sobre hielo | National Hockey League                    | United Center         |
| Chicago Bulls      | Baloncesto         | National Basketball Association           | United Center         |
| Chicago Cubs       | Béisbol            | Grandes Ligas de Béisbol: National League | Wrigley Field         |
| Chicago Fire       | Fútbol             | Major League Soccer                       | Toyota Park           |
| Chicago White Sox  | Béisbol            | Grandes Ligas de Béisbol: American League | Guaranteed Rate Field |

| Predecesor: Ciudad de México | Ciudad Panamericana 1959 | Sucesor: São Paulo |

## Ciudades hermanadas
| Ciudades con un Acuerdo de Hermanamiento a Chicago | Ciudades con un Acuerdo de Hermanamiento a Chicago | Ciudades con un Acuerdo de Hermanamiento a Chicago |
| -------------------------------------------------- | -------------------------------------------------- | -------------------------------------------------- |
| Acra, Ghana, desde 1989                            | Durban, Sudáfrica, desde 1973                      | París, Francia, desde 1996                         |
| Amán, Jordania, desde 2004                         | Galway, Irlanda, desde 1997                        | Petaj Tikva, Israel, desde 1994                    |
| Atenas, Grecia, desde 1997                         | Gotemburgo, Suecia, desde 1987                     | Praga, República Checa, desde 1990                 |
| Belgrado, Serbia, desde 2005                       | Hamburgo, Alemania, desde 1994                     | São Paulo, Brasil, desde 2007                      |
| Birmingham, Reino Unido, desde 1993                | Kiev, Ucrania, desde 1991                          | Shanghái, China, desde 1985                        |
| Bogotá, Colombia, desde 2009                       | Lahore, Pakistán, desde 2007                       | Shenyang, China, desde 1985                        |
| Busán, Corea del Sur, desde 2007                   | Lucerna, Suiza, desde 1998                         | Sídney, Australia, desde 2019                      |
| Casablanca, Marruecos, desde 1982                  | Milán, Italia, desde 1973                          | Toronto, Canadá, desde 1991                        |
| Ciudad de México, México, desde 1991               | Moscú, Rusia, desde 1997 (suspendido)              | Varsovia, Polonia, desde 1960                      |
| Delhi, India, desde 2001                           | Osaka, Japón, desde 1973                           | Vilna, Lituania, desde 1993                        |

## Galería

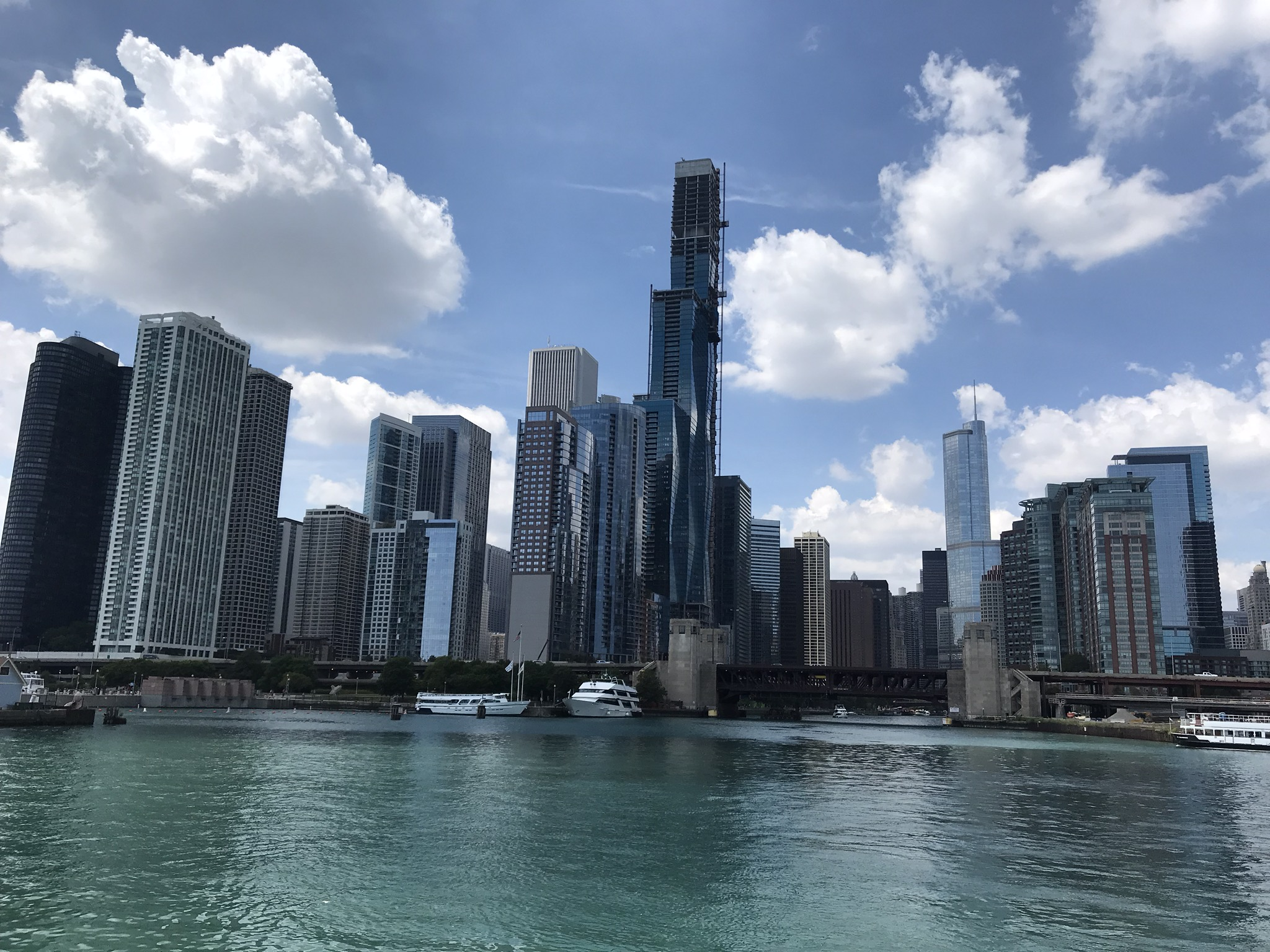
Chicago Skyline
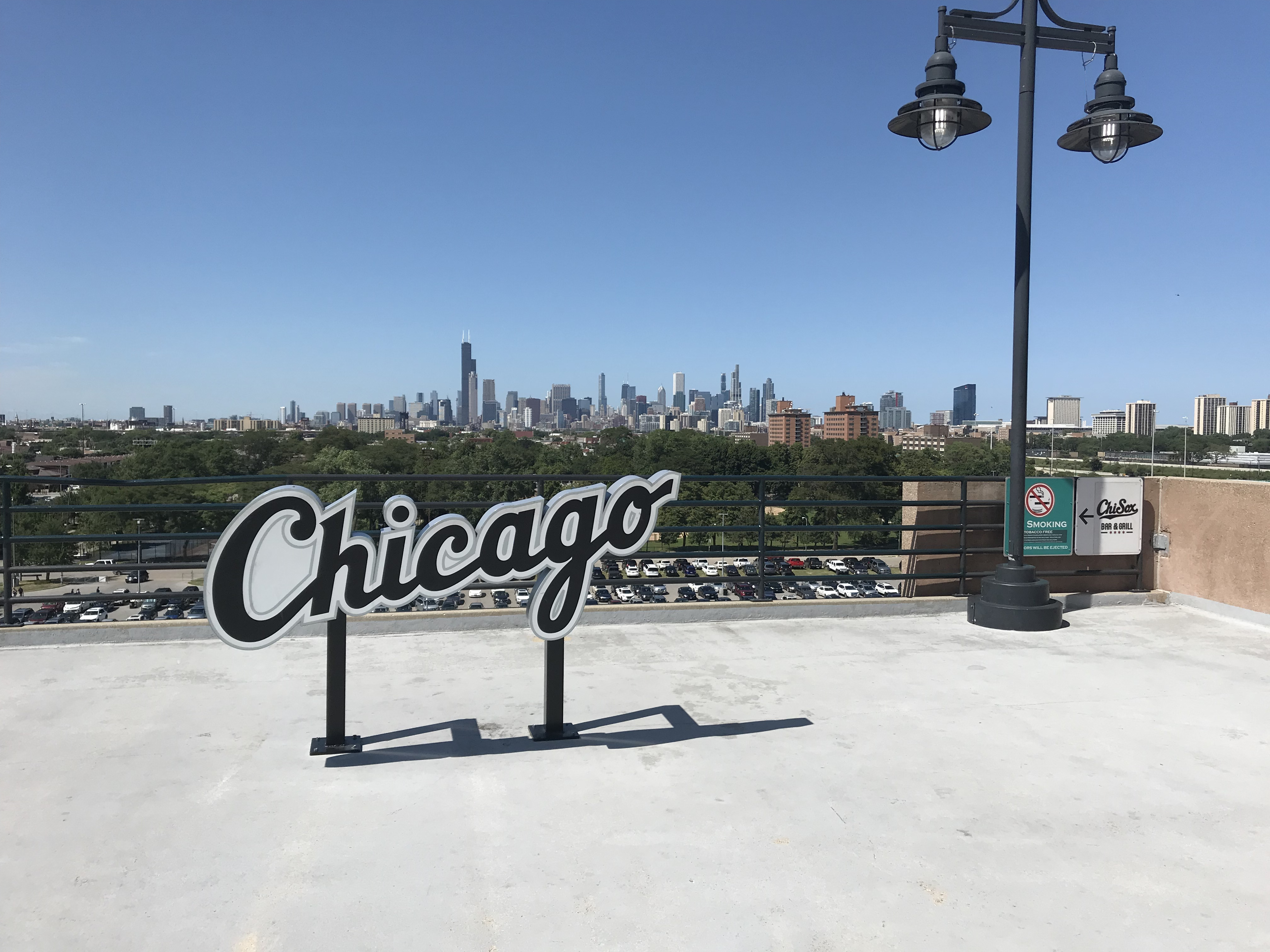
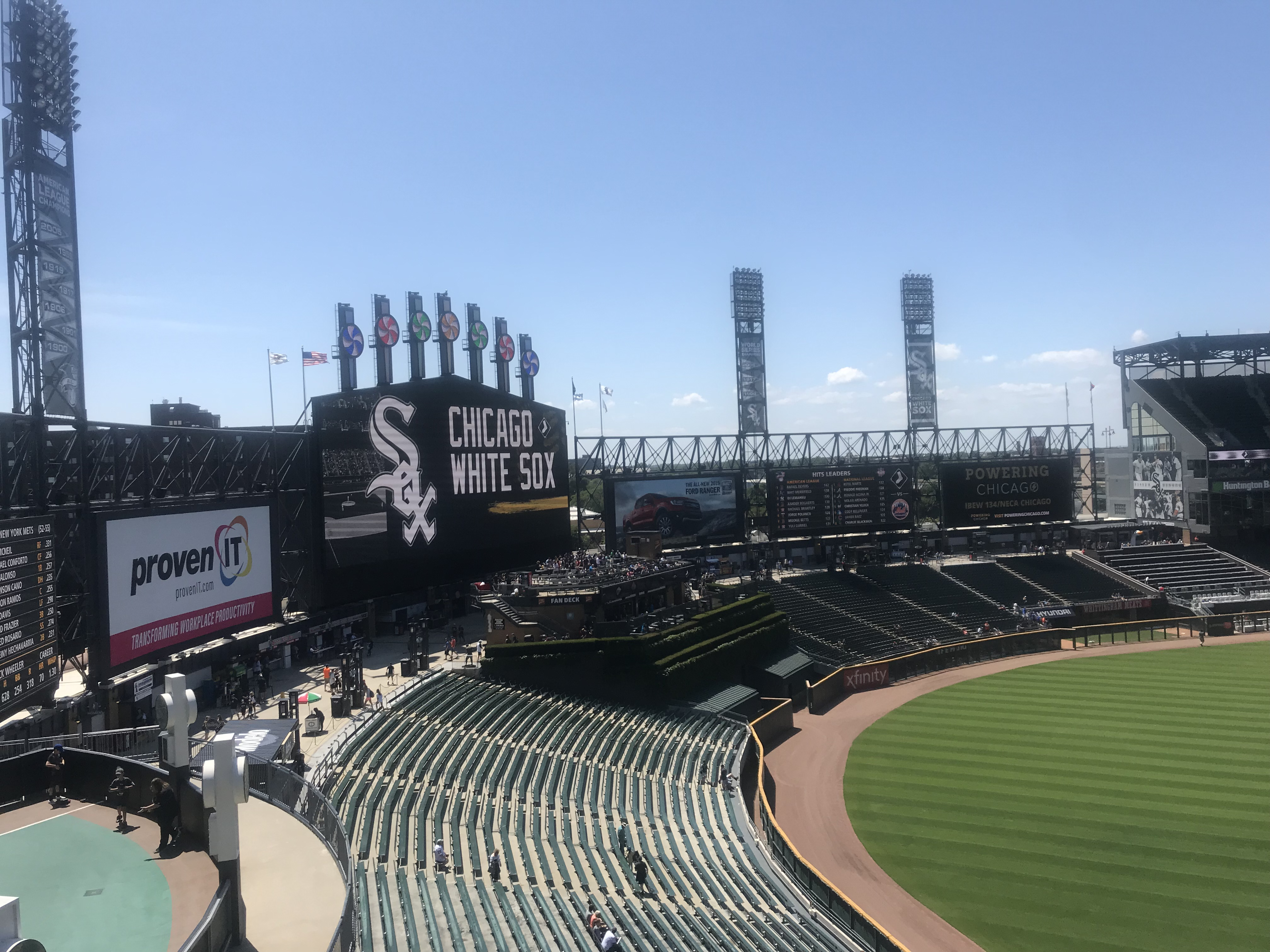
Guaranteed Rate Field
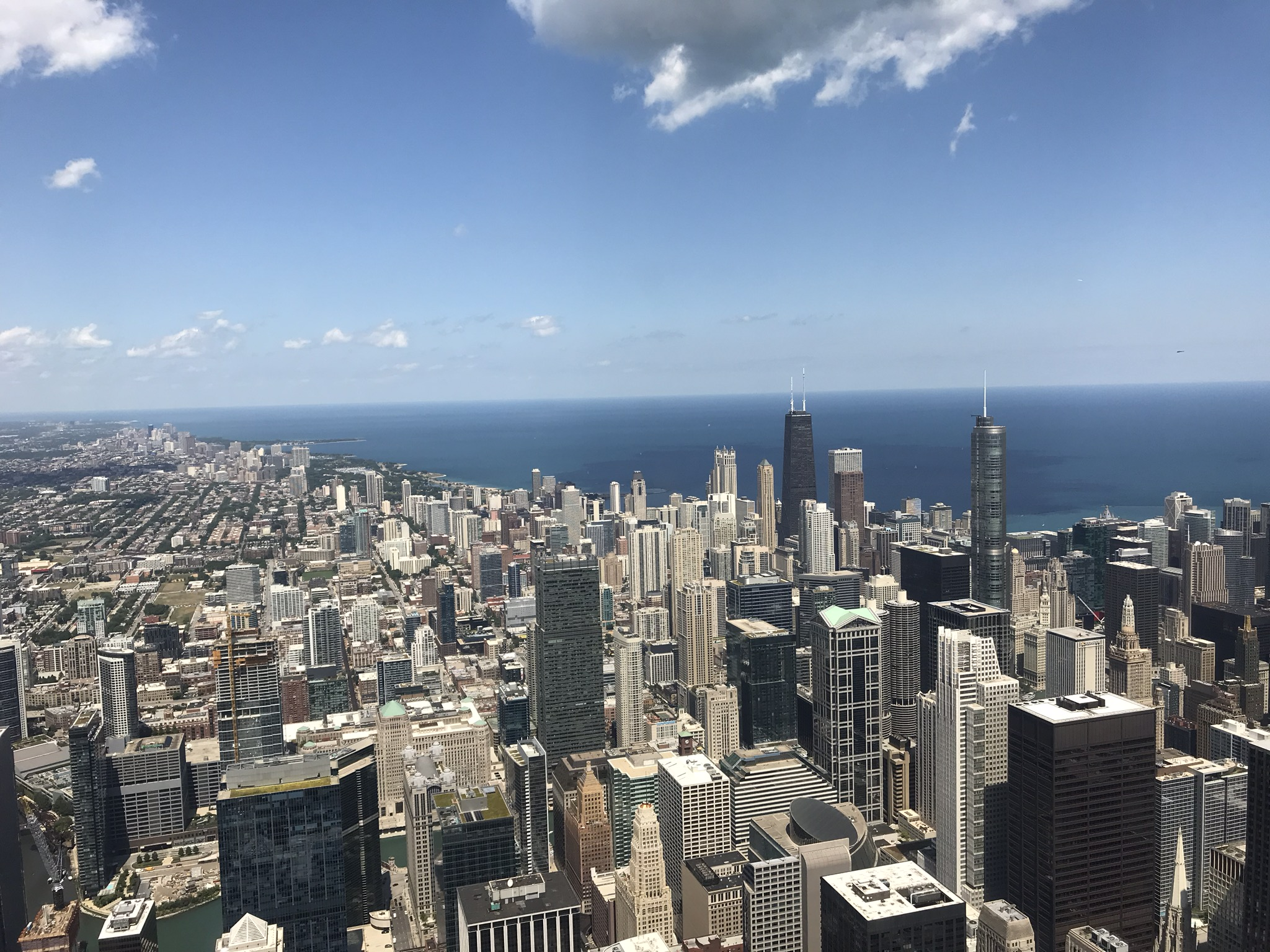
Torre Willis
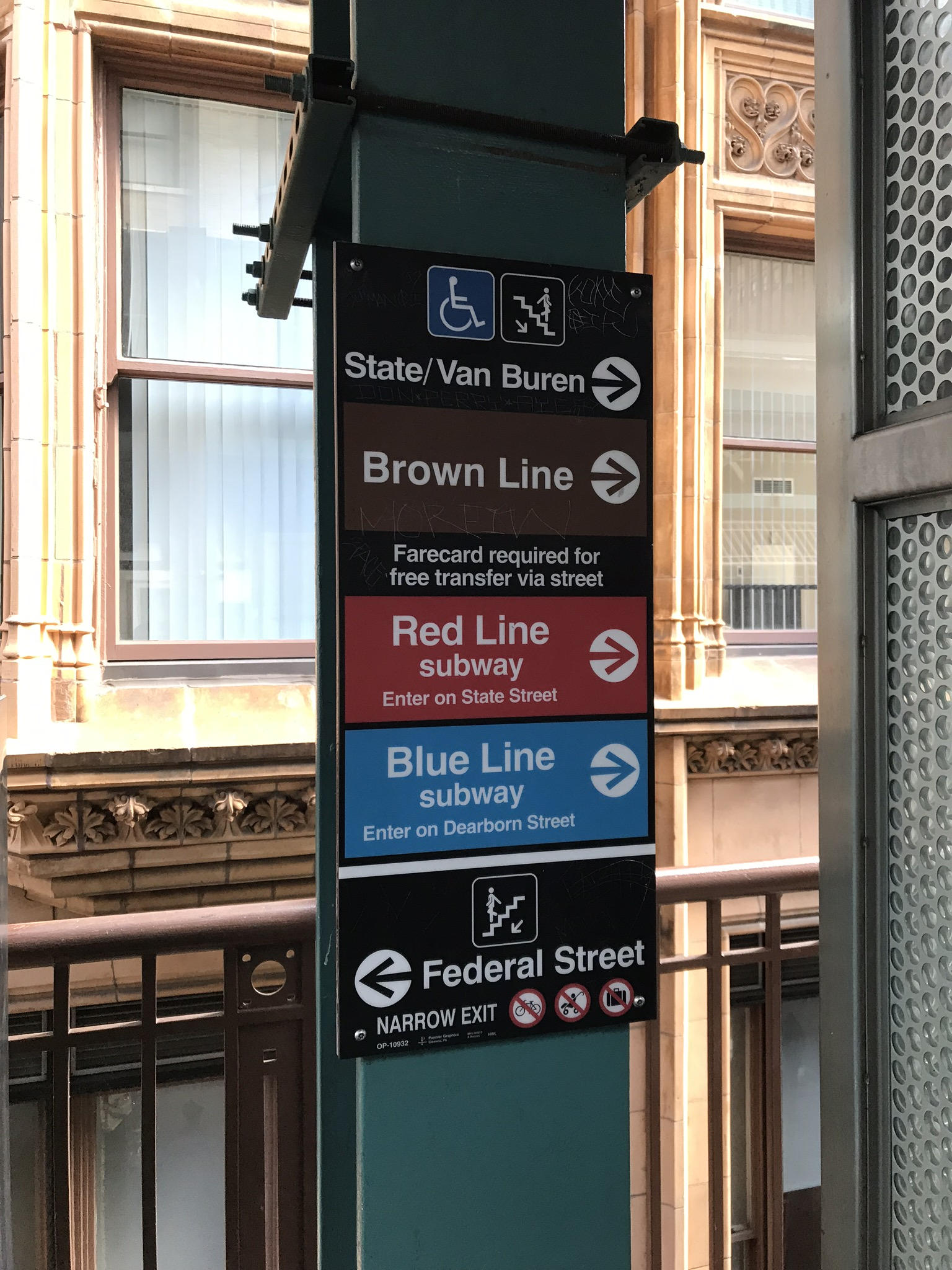